# Jan van Herpen
Jan Johannes van Herpen (Deventer, 31 maart 1920 –  Hilversum, 29 januari 2008) was een Nederlands journalist, radiomaker en publicist.

## Levensloop
Jan van Herpen, geboren in Deventer, groeide op in Zuid-Limburg, waar zijn vader verantwoordelijk was voor de aanleg van de 'Miljoenenlijn' tussen Simpelveld en Schaesberg. Op zijn veertiende verhuisde hij naar Utrecht. Hij behaalde in 1938 het HBS-B-diploma en behaalde later (in 1944 en 1945) het Gymnasium-α en -β-diploma. Na zich in 1939 te hebben gemeld bij de AVRO werd hij daar op 1 februari 1940 als omroeper in dienst genomen. Tijdens de Tweede Wereldoorlog was hij omroeper bij de Nederlandsche Omroep. Nationale bekendheid verwierf hij met de AVRO-radioquiz Hersengymnastiek. Hij was tussen 1948 en 1982 eraan verbonden. Ook presenteerde hij jarenlang de geschiedkundige hoorspelen 'Logboek'.
In 1967 won hij de ANV-Visser Neerlandia-prijs met het hoorspel De griffioen eet cantharellen.
Na zijn vervroegde pensionering bij de AVRO zette hij zich aan het ontsluiten van het Archief-Ritter, aanwezig in de Utrechtse universiteitsbibliotheek. Deze werkzaamheden leidden tot een groot aantal publicaties, die de rol en plaats van Ritter in het Nederlandse literaire leven voor het eerst zichtbaar maakte.
Van Herpen heeft zich daarnaast beziggehouden met de geschiedschrijving van de vroegste jaren van de Nederlandse omroep, waarover hij veelvuldig publiceerde.
In zijn vrije tijd leidde hij vanaf ongeveer 1970 een loopgroep, waarmee hij een van de pioniers was van de recreatie-atletiek.
Prijzen en onderscheidingen:
- Visser Neerlandia -Prijs (1966).
- Ridder in de Kroonorde van België (1975).
- Ridder in de Orde van Oranje-Nassau (2000).

### Ritteriana
- 1982 - Al wat in boeken steekt: dertig jaar radiowerk van dr. P.H. Ritter jr. bij de AVRO, een boek in documenten. Zutphen: Terra. ISBN 90-6255-110-6.
- 1985 - Hij droeg de zee en de verte aan zich mee: de briefwisseling Dr. P.H. Ritter Jr. - J.J. Slauerhoff (1930-1936), bezorgd en van aantekeningen voorzien door Jan. J. van Herpen. Utrecht, Hes. ISBN 90-6194-484-8.
- 1986 - Een toegenegen vriend, al ben ik wellicht lastig: de briefwisseling Dr. P.H. Ritter Jr. - Herman de Man aangevuld met andere brieven en documenten (1928-1946), bezorgd en van aantekeningen voorzien door Jan. J. van Herpen. Utrecht, Bibliotheek der Rijksuniversiteit/Hes. ISBN 90-6194-136-9.
- 1986 - De oude heer in Den Haag: de briefwisseling Dr. P.H. Ritter Jr. - Willem en Jeanne Kloos (1916-1949), bezorgd en van aantekeningen voorzien door Jan. J. van Herpen, met een nawoord door Harry G.M. Prick. Utrecht, Bibliotheek der Rijksuniversiteit/Hes. ISBN 90-6194-435-X.
- 1987 - De meest Delftse Delftenaar: de briefwisseling Dr. P.H. Ritter Jr. - Dirk Coster (1920-1956), bezorgd en van aantekeningen voorzien door Jan. J. van Herpen, met een nawoord van Theun de Vries. Utrecht, Bibliotheek der Rijksuniversiteit/Hes. ISBN 90-6194-216-0.
- 1988 - De markies onzer letteren: de briefwisseling Dr. P.H. Ritter Jr. - Lodewijk van Deyssel (1902-1951), bezorgd en van aantekeningen voorzien door Jan. J. van Herpen. Utrecht, Bibliotheek der Rijksuniversiteit/Hes. ISBN 90-6194-117-2.
- 1988 - Inventaris van het archief van dr. Pierre Henri Ritter Jr. (1882-1962); samengesteld door J.J. van Herpen en K. van der Horst. Utrecht, Bibliotheek der Rijksuniversiteit. ISBN 90-6701-005-7.
- 1991 - Een schrijver in geen perkje passend: de briefwisseling Dr. P.H. Ritter Jr. - Jan Greshoff (1910-1953), bezorgd en van aantekeningen voorzien door Jan. J. van Herpen, met een nawoord van Pierre H. Dubois. Leiden, Dimensie. ISBN 90-6412-088-9.
- 1992 - Een geest die iets te zeggen had: de briefwisseling Dr. P.H. Ritter Jr. - Frans Coenen (1916-1936), bezorgd en van aantekeningen voorzien door Jan. J. van Herpen. Leiden, Dimensie. ISBN 90-6412-094-3.
- 2000 - Een kunstgevoelig man: de briefwisseling Dr. P.H. Ritter Jr. - Herman Robbers (1905-1935), bezorgd en van aantekeningen voorzien door Jan. J. van Herpen. Hilversum, Flanor. ISBN 90-76911-01-0.
- 2001 - Gastheer van de kunst: de briefwisseling Dr. P.H. Ritter Jr. - Frans Mijnssen (1904-1951), bezorgd en van aantekeningen voorzien door Jan. J. van Herpen. Hilversum, Flanor. ISBN 90-76911-03-7.
- 2002 - Een waarlijk zeer markante geest: de briefwisseling Dr. P.H. Ritter Jr. - Menno ter Braak (1930-1936), bezorgd en van aantekeningen voorzien door Jan. J. van Herpen. Hilversum, Flanor. ISBN 90-76911-10-X.
- 2002 - Een zich over het leven verwonderende vrouw: de briefwisseling Dr. P.H. Ritter Jr. - Clare Lennart (1933-1960), bezorgd en van aantekeningen voorzien door Jan. J. van Herpen. Hilversum, Flanor. ISBN 90-76911-07-X.
- 2002 - Het leven een raadsel: de briefwisseling Dr. P.H. Ritter Jr. - Eva Raedt-de Canter (1931-1938), bezorgd en van aantekeningen voorzien door Jan. J. van Herpen. Nijmegen, Flanor. ISBN 90-73202-50-7.
- 2003 - Brieven van Brodeck: de briefwisseling Dr. P.H. Ritter Jr. - Rein van Genderen Stort (1905-1940), bezorgd en van aantekeningen voorzien door Jan. J. van Herpen. Hilversum, Flanor. ISBN 90-76911-12-6.

### Omroepgeschiedenis
- 1995 - Hilversum en de omroep: een bundel uitgegeven bij het vierde lustrum van de Hilversumse Historische Kring 'Albertus Perk', samengesteld onder eindredactie van C.M. Abrahamse en C. Cabout, onder redactie van C.M. Abrahamse, C. Cabout, Jan J. van Herpen, Jan E. Lamme en Egbert Pelgrim. Hilversum, VerLoren. ISBN 90-6550-515-6.
- 1996 - Men hoort zijn voetstappen: een onderzoek naar de opkomst van het oorspronkelijke Nederlandse hoorspel in de jaren twintig. Hilversum, Flanor. ISBN 90-80319-31-7.
- 1997 - De Hilversumse draadloze omroep: deel I, overgave aan een wonder 21 juli 1923 - 31 december 1923 NSF. Hilversum, Flanor. ISBN 90-803193-2-5.
- 1997 - De Hilversumse draadloze omroep: deel II, van een kleine vonk komt vaak een groot vuur 1924. Hilversum, Flanor. ISBN 90-803193-3-3.
- 1999 - De Hilversumse draadloze omroep: deel III, smidse van ideeën (eerste halfjaar 1925). Hilversum, Flanor. ISBN 90-803193-4-1.
- 1999 - De Hilversumse draadloze omroep: deel IV, jeugdige overmoed en bekoorlijke vitaliteit (tweede halfjaar 1925). Hilversum, Flanor. ISBN 90-803193-5-X.
- 1999 - De Hilversumse draadloze omroep: deel V, van comité tot stichting (eerste halfjaar 1926). Hilversum, Flanor. ISBN 90-803193-6-8.
- 2000 - De Hilversumse draadloze omroep: deel VI, het jaar van de Radiocommissie-Ruijs, weer geen nationale omroep (tweede halfjaar 1926). Hilversum, Flanor. ISBN 90-803193-7-6.
- 2000 - De Hilversumse draadloze omroep: deel VII, de verhuizing naar de Witten Hullweg, HDO wordt ANRO (januari-mei 1927). Hilversum, Flanor. ISBN 90-803193-8-4.
- 2000 - De Hilversumse draadloze omroep: deel VIII, de ANRO in Hilversum en de NOV in Den Haag (juni-augustus 1927). Hilversum, Flanor. ISBN 90-803193-9-2.
- 2000 - De Hilversumse draadloze omroep: deel IX, de ANRO en de NOV fuseren tot AVRO (september-december 1927). Hilversum, Flanor. ISBN 90-803193-0-9.
- 2001 - Hilversum was wel een mis waard: de verzuiling in de prille radio 1924-1925, radio in dienst van de kerk. Hilversum, Flanor. ISBN 90-76911-04-5.
- 2001 - Spijze ging uit van de eter: over de Hersengymnastiek, het radiospel 1938-1992. Hilversum, Flanor. ISBN 90-76911-05-3.
- 2001 - De Radio van heel vroeger (1923-1929), deel 1. Hilversum, Flanor. ISBN 90-76911-02-9.
- 2002 - De Radio van heel vroeger, deel 2. Hilversum, Flanor. ISBN 90-76911-08-8.
- 2002 - De Hilversumse draadloze omroep: deel X, de AVRO; blij en krachtig (1928). Hilversum, Flanor. ISBN 90-76911-06-1.
- 2002 - De Hilversumse draadloze omroep: deel XI, de AVRO; voortvarend en populair (eerste halfjaar 1929). Hilversum, Flanor. ISBN 90-76911-09-6.
- 2003 - De Hilversumse draadloze omroep: deel XII, de AVRO; een zwaar jaar (tweede halfjaar 1929). Hilversum, Flanor. ISBN 90-76911-11-8.
- 2003 - De Hilversumse draadloze omroep: deel XIII, de AVRO; het rampjaar (eerste halfjaar 1930). Hilversum, Flanor. ISBN 90-76911-13-4.

### Overig
- 1987 - Ritter en Ter Braak in de etalage van Boucher. 2e druk 1999. Hilversum, Flanor. ISBN 90-73202-02-7.
- 1990 - In een ommezien. Hilversum, Flanor. ISBN 90-73202-11-6/ISBN 90-73202-12-4.
- 1993 - Een literaire rel met Menno ter Braak. 2e druk 1999. Hilversum, Flanor. ISBN 90-73202-23-X.
- 1995 - Bibliografie van boeken, artikelen en lezingen. Hilversum, Flanor. ISBN 90-73202-31-0.
- 2000 - Rozen in december, herinneringen van Kitty de Josselin de Jong aan Willem Kloos, P.C. Boutens, Albert Schweitzer, Ina Boudier-Bakker, Top Naeff, Annie Salomons, Henriette L.T. de Beaufort en andere schrijvers, verzameld door Jan J. van Herpen. Hilversum, Flanor. ISBN 90-73202-43-4.
- 2000 - Er komen mensen op een kopje thee, om verder het avondje te passeren. Hilversum, Flanor. ISBN 90-73202-45-0.